# Павліна Порізкова
Павліна Порізкова (чеськ. Pavlína Pořízková, [pavliːna por̝iːskovaː], англ. Paulina Porizkova-Ocasek; нар. 9 квітня 1965 року) — американська модель, акторка і письменниця чеського походження. Відома роллю Даллас в кримінальному бойовику «Кривавий четвер» 1998 року.

## Біографія
Народилася 9 квітня 1965 року в Чехословаччині, в місті Простейов. У 1968 році її батьки після подій «Празької весни» і подальшого введення радянських військ до Чехословаччини виїхали з Чехословаччини до Швеції, залишивши малолітню Павліну на піклування бабусі. Павліні вдалося виїхати з Чехословаччини тільки через 7 років за сприяння шведського прем'єр-міністра і громадського діяча Улофа Пальме.

## Кар'єра
Кар'єру моделі почала в 1980-ті в Парижі. У 1984, у 18 років, стала першою моделлю зі Східної Європи, яка з'явилася на обкладинці Sports Illustrated Swimsuit Issue. У 1987 році знялася для Playboy та відомих журналів Elle, Vogue, Mademoiselle.
Після народження першого сина в 1993 році змушена піти з модельного бізнесу і стати акторкою. Її кінокар'єра стартувала в 1987 році в картині «Анна». В 1989 році була номінована на здобуття антинагороди «Золота малина» за найгіршу жіночу роль у фільмі «Її алібі».
Порізкова знімалася у відомих режисерів, таких як Емір Кустуріца в 1993 році у фільмі «Мрії Аризони», і з не менш знаменитими акторами — Джонні Деппом, Мікі Рурком, Рутгером Гауером.
Крім того, Порізкова відома як письменниця: її перша книга називається A Model Summer, інша — дитяча книга The Adventures of Ralphie the Roach, написана в співавторстві з Джоанн Расселл.
Була однією з суддів телешоу «Топмодель по-американськи» протягом трьох сезонів.
Продовжує з'являтися в рекламних роликах, іноді бере участь у фотосесіях.

## Особисте життя
23 серпня 1989 Порізкова одружилася з музикантом і актором Ріком Окасеком. 4 листопада 1993 народила сина Джонатана, 23 травня 1998 сина Олівера Оріона. 3 травня 2018 стало відомо, що подружжя не живе разом вже рік. 15 вересня 2019 року Порізкова знайшла Окасека мертвим в його нью-йоркській квартирі.

## Фільмографія
- 1983 рік — Портфоліо
- 1984 рік — Дівчина з обкладинки
- 1987 рік — Суботнього вечора в прямому ефірі
- 1987 рік — Анна
- 1989 рік — Її алібі
- 1993 рік — Аризонська мрія
- 1995 рік — Нед і Стейсі
- 1996 рік — Жіноча збоченість
- 1996 рік — Блюз весільних дзвіночків
- 1998 рік — Кривавий четвер
- 1998 рік — Таємниці минулого
- 2000 рік — Практикантка
- 2000 рік — Напарники
- 2000 рік — Поговори зі мною
- 2000 рік — Після дощу
- 2001 рік — Лабіринти темряви
- 2002 рік — Поруч з раєм
- 2002 рік — Потрібні люди
- 2004 рік — Другий, але кращий
- 2004 рік — Зв'язки
- 2009—2010 рік — Як обертається світ
- 2010 рік — Відчайдушні домогосподарки
- 2011 рік — Ну що, приїхали?
- 2012 рік — В стилі Джейн
- 2015 рік — Таємниі Лаури
- 2016—2017 рік — Проти ночі
- 2017 рік — Булл